# Průmysl 4.0

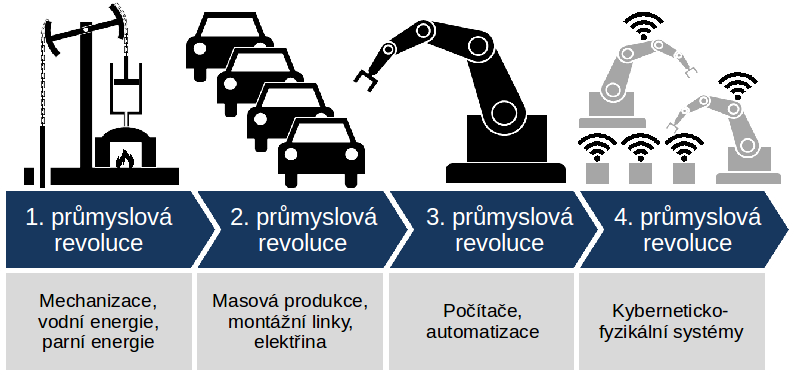
Diagram znázorňující 4 industriální revoluce včetně průmyslu 4.0

Průmysl 4.0 (též Práce 4.0 či čtvrtá průmyslová revoluce) je označení pro současný trend digitalizace, s ní související automatizace výroby a změn na trhu práce, které s sebou přinese.
Základní vize tzv. čtvrté průmyslové revoluce se objevily v roce 2011, kdy iniciativu „Průmysl 4.0“ veřejnosti poprvé představili Henning Kagermann, Wolf-Dieter Lukas a Wolfgang Wahlster – představitelé byznysu, politiky a vědy, na veletrhu Hannover-Messe 2011. Nastínili průběh změny paradigmatu v průmyslu a nové možné obchodní modely na základě kyberfyzických systémů (cyber-physical system, CPS). Pracovní skupina Průmysl 4.0, které předsedali Siegfried Dais (Robert Bosch GmbH) a Henning Kagermann (acatech), předala v říjnu 2012 německé spolkové vládě „Implementační doporučení pro budoucí projekt Průmysl 4.0“ (Umsetzungsempfehlungen für das Zukunftsprojekt Industrie 4.0). Výzvu k pokračování a dalšímu rozvoji projektu Průmysl 4.0 přijaly, a dohodu o spolupráci na provozování platformy Průmysl 4.0 v dubnu 2013 uzavřely, německé asociace Bitkom, VDMA a ZVEI, které společně zastupovaly přes 6 000 členů. Oficiálně bylo spuštění platformy Průmysl 4.0 oznámeno na veletrhu Hannover-Messe 2013 dne 14. dubna 2013. K dalšímu rozšíření platformy Průmysl 4.0 došlo v dubnu 2015, když se připojili další zástupci podniků, sdružení, odborů, vědy a politiky. Hospodářské noviny českého miliardáře a podnikatele Zdeňka Bakaly otiskly v roce 2015 článek uvádějící, že koncept „Průmysl 4.0“ vychází z dokumentu, který byl představen na veletrhu v Hannoveru v roce 2013. Podle myšlenky „Průmysl 4.0“ vzniknou „chytré továrny“, které budou využívat kyberfyzické (také kyberfyzikální či kyberneticko-fyzikální) systémy. Ty převezmou opakující se a jednoduché činnosti, které do té doby vykonávali lidé. To bude provázet změna pracovního trhu, kdy by mohla být ohrožena zaměstnanost osob, u kterých počítače s novými řídícími/rozhodovacími systémy či těmito systémy řízené robotické systémy nahradí lidskou sílu (příkladem mohou být u profesí s vyšší kvalifikací diagnostické lékařské systémy nebo systémy právnické, dále universální výrobní linky, které nahradí pracovníky s nižší kvalifikací). Měla by vznikat nová pracovní místa, která však budou vyžadovat vyšší kvalifikaci zaměstnanců.
Zavádět se bude pomocí metod strojového vnímání, autokonfigurace a autodiagnostiky a s počítačovým spojením strojů a dílů. Produkty i stroje dostanou čipy, pomocí nichž je bude možné kontrolovat a obsluhovat přes internet. Dále se budou využívat cloudová úložiště, 3D tisk, datová centra, automatické hlášení problémů či „chytré sklady“, které samy informují o docházejících zásobách.
Pomocí metod a nástrojů průmyslu 4.0 by mělo dojít k úsporám času a peněz a zvýšení flexibility firem. Mezi hlavní rizika patří hackerské útoky a zneužití dat. Pro dobré fungování je rovněž potřebná spolehlivá síť i kvalitní hardware. Průmysl 4.0 s sebou přináší naději na zvýšení kvality lidského života díky zvyšování produktivity práce a mizení monotónních a fyzicky náročných profesí. To je spojeno i se základním nepodmíněným příjmem. Automatizace, integrace systémů a vyšší efektivita díky propracovanější logistice jsou také nadějí pro snižování negativních lidských vlivů souvisejících s průmyslem a pro implementaci udržitelného rozvoje.

## Základní koncepce pro průmysl 4.0

### Internet věcí
Je systém, ve kterém mohou být různé objekty řízeny na dálku a také spolu navzájem interagovat. Děje se tak přes internet díky vloženým čipům, senzorům a softwaru. Důležitá je vzájemná konektivita jednotlivých zařízení.

### Internet služeb
Jsou systémy založené na online práci a sdílení dat v cloudových úložištích. Cloudy jsou nástrojem pro kooperativní vytváření obsahů. Jejich další výhodou je vysoká konektivita – k jejich užívání stačí v podstatě jakýkoli webový prohlížeč. Odpadá nutnost ukládání dat na vlastní hard disk a nákupu a instalace softwaru.

### Digitální ekonomika
Průmysl 4.0 a Digitální ekonomika jsou úzce propojené pojmy. Digitální ekonomika je také produktem čtvrté průmyslové revoluce. Obecně jde o koncept, který umožní některé aktivity z běžného života přesunout na internet při snížení nákladů a zvýšení pohodlí. 
V integrovaných projektech Průmyslu 4.0 nutno již při stanovení globální struktury dopravního, výrobního a skladovacího systému uvažovat o zavedení dalšího pojmu, kterým je digitální logistika, částečně se s pojmem digitální ekonomika doplňující.
Původní princip spočívá již v koncepcích "počítačem integrované logistiky" CIL (Coputer Integrations Logistics), jako progresívních výhledech do průmyslové společnosti budoucnosti.

## Práce, kterou mohou dělat stroje, by měly dělat stroje
Z hlediska ekonomické teorie je nezaměstnanost vzniklá „zastaráváním“ pracovních míst nezaměstnaností strukturální, tedy je součástí nezaměstnanosti přirozené. Nelze se tedy vyhnout tomu, že některá pracovní místa se v důsledku technologického pokroku stanou přežitkem.
Obava z toho, že stroje vezmou lidem práci, není nová. Vychází z obavy, která se v důsledku ukazuje jako překvapivě racionální. Přestože automatizace zvyšuje produktivitu práce a lidstvo jako celek zvyšuje svojí výrobní kapacitu, ukazuje se, že zvyšování nezaměstnanosti, ať formou offshoringu nebo právě automatizace, vede k celkovému snížení ceny práce méně kvalifikovaných pracovníků a v důsledku toho k dalším negativním sociálním jevům.
S něčím podobným jsme se setkali třeba v první polovině 19. století v souvislosti s hnutím Ludditů. Řemeslníci/dělníci byli nahrazeni stroji, které následně manifestačně rozbíjeli. Musíme proto hledat kompenzační mechanismy pro ty, jichž se čtvrtá průmyslová revoluce dotkne negativním způsobem.

## Možné ekonomické důsledky
Až se nový způsob výroby stane běžným standardem, bude pro firmy fungující v dotčených odvětvích, které se nestihly adaptovat, obtížné přežít.
V první fázi by mělo pracovních míst ubývat, ale časem vzroste poptávka po pracovnících s vyšší kvalifikací, kteří se budou starat o chod strojů. Je tu také prostor pro vznik míst v oblasti IT, vývoje a marketingové komunikace. Zahraniční zkušenosti ukazují, že na jedno ztracené místo by mělo přibýt 2,5 nového. Dojde pravděpodobně ke ztrátě nízko kvalifikovaných míst, například těch v pásové výrobě. To jsou pozice s nízkou přidanou hodnotou, tedy pokud skutečně tato místa budou nahrazena jinými, kvalifikovanějšími, mělo by to mít na společnost blahodárný účinek v podobě vyšší parity kupní síly a tím pádem spotřeby a blahobytu společnosti.
Produktivita práce by po čtvrté průmyslové revoluci měla vzrůst o třetinu. Průměrný růst produkce na obyvatele v Evropě byl v osmnáctém století 0,2 %, v devatenáctém 1,1 % a ve dvacátém 1,9 %. Růst produktivity byl ve skutečnosti ale ještě vyšší, protože průměrná pracovní doba na osobu značně poklesla. Protože by naše produktivita, a tím pádem i produkce na obyvatele měla vzrůst ještě více, jedním z logických kroků by bylo další zkrácení pracovní doby tak, jako se to v současnosti děje třeba ve Švédsku. Další možností je přesunutí spotřebitelů ke kvalitnějšímu zboží, což by s sebou v některých odvětvích paradoxně přineslo odklon od fordismu.
Průmysl 4.0 přinese výrobu s (téměř) nulovými mezními náklady, jak se domnívá americký ekonom a sociolog Jeremy Rifkin. To v praxi znamená, že nejvyšší náklady spojené s výrobou, budou ty potřebné na postavení výrobního zařízení. Pokud by se nám podařilo implementovat zásady cirkulární ekonomiky a úspěšně přeorientovat energetiku na obnovitelné zdroje, náklady na další vyrobenou jednotku by v plně automatizovaných továrnách mohly být skutečně téměř nulové.
Vyšší bohatství společnosti by mohlo vytvořit podmínky pro zaměstnanost, více práce ve veřejném sektoru, neziskových organizacích a pro sociální práci.

## Česko a průmysl 4.0
Předseda ČMKOS Josef Středula vyslovil obavu, že by se automatizace průmyslu mohla dotknout až 40 % pracovní míst. Je pravda, že Česká republika je v evropském srovnání poměrně silně orientovaná na zaměstnanost v sekundárním sektoru ekonomiky. V roce 2014 měl průmysl na hrubé přidané hodnotě ČR podíl 32,6 %.
V září 2015 vydalo Ministerstvo průmyslu a obchodu Národní iniciativu Průmysl 4.0. V ní vysvětluje specifika českého hospodářství ve vztahu k nástupu průmyslu 4.0. Zdůrazňuje, že Česká republika, jakožto země závislá na exportu, má potenciál ve spolupráci se zahraničními partnery, vlastníky mnoha místních průmyslových podniků.
Mezi kladné stránky naší připravenosti řadí dokument inovační výkonnost ČR. Naopak Digital Evolution Index, který měří otevřenost inovacím čistě v digitální oblasti, ji mezi padesáti hodnocenými zeměmi řadí na předposlední místo. Dalšími přednostmi by měla být ochota obyvatelstva se učit a studovat na vysokých školách a také kvalita technického vysokého školství.
Mezi "příležitosti" lze řadit prosazení přístupu státu jako národní priority, zvýšení atraktivity ČR pro zahraniční investory, možnost exportovat technická řešení i výsledky výzkumu, cílenou podporou malých a středních podniků dosáhnout efektivního růstu konkurenceschopnosti, vznik nových pracovních příležitostí a využití blízkosti německého prostředí a průmyslu k přebírání zkušeností a efektivních řešení.
Za slabé stránky považuje dokument obecné nepochopení pojmů a nepřipouštění si rozsahu, kterého by se změny měly týkat, neexistující představu o nákladech a výnosech spojených se zaváděním změn a nedostatečnou specializaci českého školství pro nové potřeby pracovního trhu.
Vzhledem k tomu, že si strategie adaptace na čtvrtou průmyslovou revoluci bere za vzor Německo, mělo by Česko opustit svou dlouhodobou mantru udržování nízké ceny práce jako prostředku k lákání zahraničních investic a přeorientovat se na vytváření pracovních míst s vyšší přidanou hodnotou. Bývalý premiér Sobotka se domníval, že v přechodu na takový průmysl zatím brání nevyhovující zdroje financování. Kvalitní strategie v digitální oblasti má vytvořit potenciál pro podnikání v sektorech s vysokou přidanou hodnotou, nikoli jen se střední, jak tomu bylo doposud. Důležitým krokem je také pokusit se vyrovnat českou obchodní bilanci. To je nutné proto, že zahraniční investoři nemají v Česku tendenci investovat do špičkových pracovišť a vznikají zde tak spíše "montovny" (nutno však přijmout fakt, že montáž je nutnou závěrečnou výrobní fází při zhotovení každého výrobku, který se skládá z více částí-jedná se tedy o otázku, jak efektivně tyto části ovlivnit či "zkonstruovat" a přesně, spolehlivě smontovat-logistický problém "make or buy" hraje též svou roli). Ty nevyžadují tak rozsáhlé reinvestice a kvalifikovanou pracovní sílu jako třeba výzkumná zařízení, a proto vytvořený zisk proudí ve velkém do mateřských zemí společností.
V České republice se již diskuzi o aspektech Průmyslu 4.0 věnuje několik společností. Systém výroby je díky novinkám levnější, propracovanější, rychlejší a přizpůsobivější. V kombinaci s učením, algoritmizací a schopností spolupracovat s ostatními objekty s AI se dostáváme za obvyklou představu co dělá robot – automat dnes, nejen ve výrobě, ale i logistice. Projekt Firma 4.0 Archivováno 29. 5. 2017 na Wayback Machine. se zaměřuje na sdílení informací z oblastí 4.0 mezi firmami a na podporu rozvoje podnikání v ČR.
Rozvoj Průmyslu 4.0 velmi úzce souvisí i se vzděláváním (Vzdělávání 4.0). Nejen, že je vzdělávací systém jeho rozvojem ovlivňován, ale i vzdělávání má opačný vliv a jeho kvalitní a správně orientované provádění rozvíjející žádoucí kompetence žáků a studentů může k rozvoji průmyslu výrazně přispět. Již dnešní výuka nestačí současným nárokům na úroveň absolventů škol. Uplatnění Průmyslu 4.0 v celé společnosti vytvoří potřebu vytváření nových znalostí a dovedností, neboť důsledky Průmyslu 4.0 se budou projevovat ve všech sférách života společnosti. Technologické a společenské změny vytváří permanentní tlak na inovace vzdělávání nejen v rovině technické, ale zejména antropologické a sociologické, napříč vzdělávacím systémem – od mateřských škol, přes školy základní a střední až k vysokým. Stále podstatnější roli sehrává i mimoškolní vzdělávání, které umožňuje rozvoj specifických zájmů a talentu dětí, v technické rovině např. v muzeích a science-parcích, v antropologické rovině např. ve vzdělávacích laboratořích ergonomie.